# Džumeira

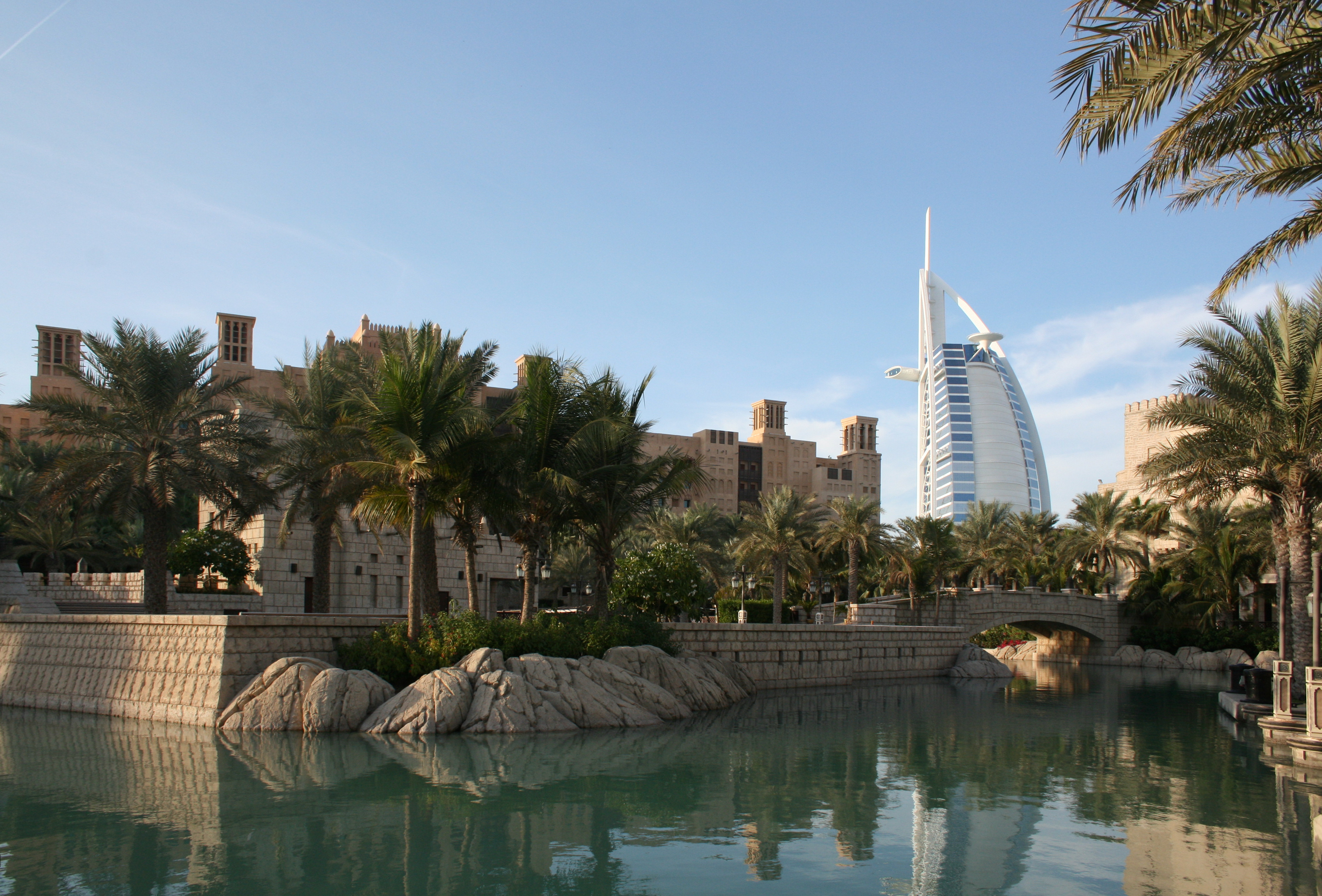
Pohled z Jumeirah Madinat (v pozadí vpravo hotel Burdž al-Arab)

Džumeira (arabsky: جميرا) je luxusní pobřežní rezidenční čtvrť v Dubaji ve Spojených arabských emirátech. Rozloha Džumeiry je 6,9 km². Tato oblast patří mezi nejznámější a turisty nejoblíbenější oblasti v Dubaji, leží zde nejluxusnější hotely města (například Jumeirah Beach Hotel, rozsáhlý akvapark Wild Wadi Water Park a asi nejznámější a nejluxusnější dubajský hotel, Burdž al-Arab).
V historii byli Arabové žijící v oblasti Džumeiry převážně rybáři, lovci perel a obchodníky. V moderní době (od roku 1960) je Džumeira hlavní oblastí bohatých západních přistěhovalců, ale obrovskou expanzi zažívá emirát až od roku 1995, kdy zaznamenal obrovský růst bytové výstavby v této oblasti. Džumeira je obecně známa jako jedna z nejexkluzivnějších částí Dubaje a to vedlo k používání názvu i jako značky, která značí výlučnost a luxus (např. "Jumeirah Beach Hotel" nebo "Jumeirah Beach Club"). Vládnoucí rod dubajského emirátu podle této oblasti nazval i svůj luxusní hotelový řetězec, takzvaný "Jumeirah Group" (dříve "Jumeirah International Group").
I když v Dubaji vzniklo a stále vzniká mnoho nových a zajímavějších oblastí, je Džumeira stále jedna z nejdražších a nejexkluzivnějších. Nedávno byla navíc rozšířena o první z řady umělých poloostrovů ve tvaru palm, známých jako Palm Islands. Ta v oblasti Džumeiry nese název "Jumeirah Palm", je pokryta luxusními domy a na nejvzdálenější straně, směrem do perského zálivu, vyrostl další luxusní hotel, známý jako hotel Atlantis. Na pevnině dále v této oblasti vznikají místa jako Dubai Marina, ostrůvky Jumeirah Islands a další.
Ve čtvrti Džumeira byla postavena mešita Džumeira, která je přístupná i nemuslimským návštěvníkům a slouží ke speciálním prohlídkám, aby tak poskytla představu o islámu.

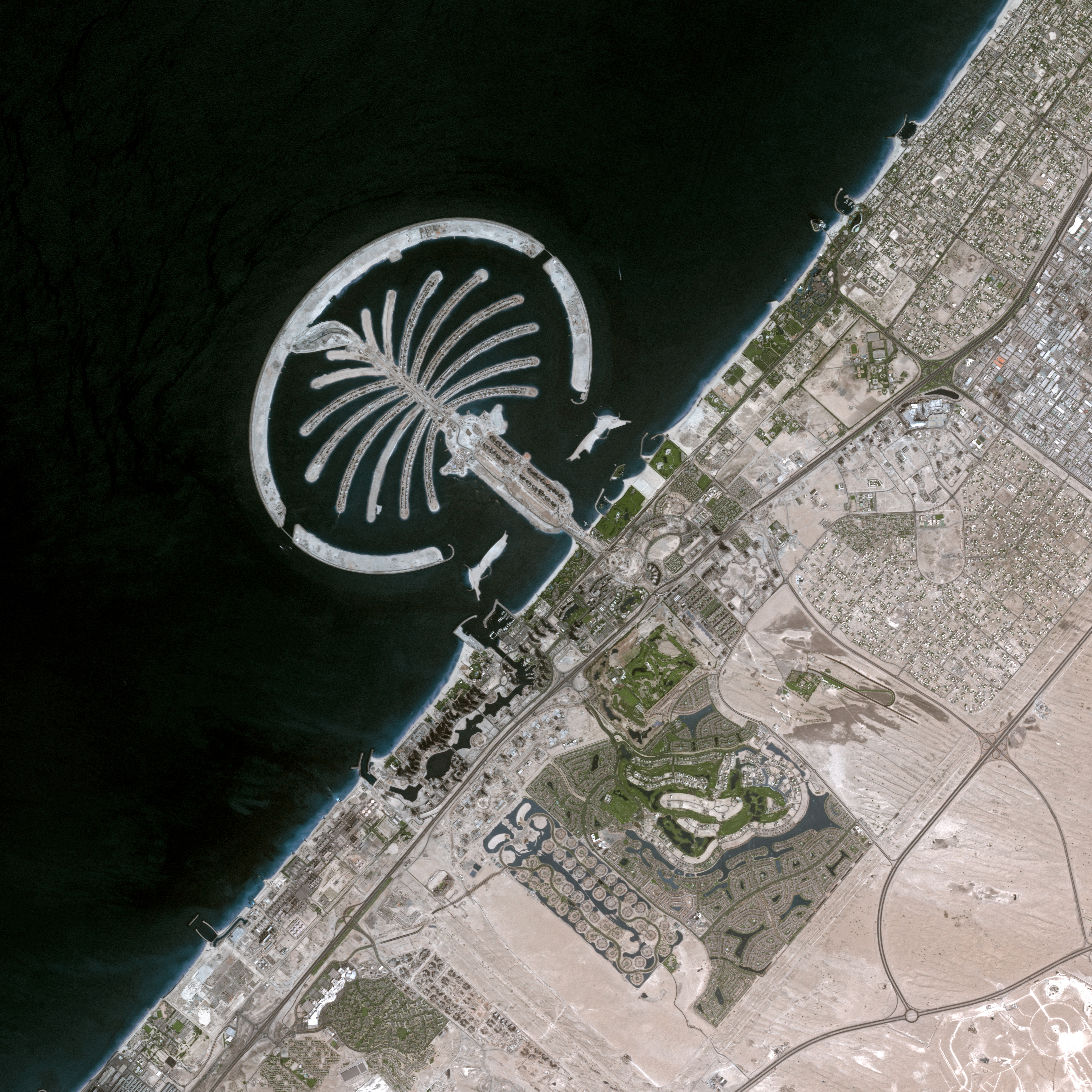
Satelitní snímek Džumeiry s umělým ostrovem Jumeirah Palm.